# Santo Adriano
Santo Adriano è un comune spagnolo di 319 abitanti situato nella comunità autonoma delle Asturie.